# Элементы юридического состава налога
Совокупность элементов юридического состава налога устанавливает обязанность плательщика по уплате налога. Выделяют существенные элементы и факультативные элементы.
Существенные (или сущностные) элементы — элементы юридического состава налога, без которых налоговое обязательство и порядок его исполнения не могут считаться определёнными.
Ст. 17 НК РФ закрепляет следующее:
Налог считается установленным лишь в том случае, когда определены налогоплательщики и элементы налогообложения, а именно:
- объект налогообложения
- налоговая база
- налоговый период
- налоговая ставка
- порядок исчисления налога
- порядок и сроки уплаты налога

Факультативные элементы — элементы, отсутствие которых не влияет на определённость налога.
К факультативным п. 2 ст. 17 НК РФ относит налоговые льготы и основания для их использования налогоплательщиком